# Fourteen Mile Pool
Der Fourteen Mile Pool ist ein See im Westen des australischen Bundesstaates Western Australia.  Er liegt im Verlauf des Fortescue River. 